# Jean-Maurice Dehousse
Jean-Maurice Dehousse (Liegi, 11 ottobre 1936 – 9 febbraio 2023) è stato un politico belga. Componente del Partito Socialista belga, fu il primo Presidente Ministro della Vallonia.

## Biografia
Dehousse nacque a Liegi nel 1936 dal politico e diplomatico Fernand Dehousse e dalla filologa Rita Lejeune. Compì i suoi studi sia in Belgio, dove si laureò all'Università di Liegi in Giurisprudenza nel 1960, che negli Stati Uniti d'America, dove frequentò il corso di Studi Internazionali alla Paul H. Nitze School of Advanced International Studies. Dal 1962 al 1965, Dehousse lavorò con il Fondo Nazionale per le Ricerche Scientifiche del Belgio. In seguito, diventò rappresentante del Federazione Generale del Lavoro Belga.
Nel 1971, intraprese la carriera politica venendo eletto alla Camera dei rappresentanti in rappresentanza di Liegi. Nel 1977, diventò Ministro per la Cultura francese, carica che lasciò l'anno dopo. Dal 1979 al 1985, Dehousse ricoprì diversi ruoli all'interno del Governo belga in rappresentanza della Vallonia. In questo periodo, nel 1981, diventò senatore e primo Presidente Ministro della Vallonia. Nel 1991, diventò Ministro per le Politiche Sociali. Lasciò il Governo nel 1995 per diventare borgomastro di Liegi. Il 16 settembre 1999, fu eletto al Parlamento europeo con il Partito Socialista. Lascerà l'Europarlamento dopo un solo mandato.